# Arbetsintegrerat lärande
Arbetsintegrerat lärande (AIL) ger studenter inom högre utbildning möjligheten att tillämpa sitt lärande från akademiska studier i konkreta och verkliga arbetssituationer. Den praktiska tillämpningen blir i sig en källa till lärande som studenten tar med sig tillbaka till sina fortsatta akademiska studier. Att studenten får reflektera över sitt lärande är en viktig del av arbetsintegrerat lärande.
AIL är ett samlingsbegrepp och det finns många olika uttryck och möjligheter till arbetsintegrerat lärande, både i och utanför campusmiljön. Några exempel är fältstudier, kooperativ utbildning, praktik, verksamhetsförlagd utbildning (VFU) och tillämpade forskningsprojekt.
Skillnaden mellan AIL och andra liknande pedagogiska former är att det arbetsintegrerade lärandet styrs av tydliga lärandemål och är kopplat till akademiska studier.
AIL berör ett brett spektrum av intressenter som näringsliv, civilsamhälle, myndigheter och offentliga organisationer, studenter och forskare. Samverkan mellan akademi och omgivande samhälle är med andra ord en central del i det arbetsintegrerade lärandet.  

## Fördelar med arbetsintegrerat lärande
AIL har visat sig erbjuda många fördelar för studenternas akademiska lärande samt deras framtida yrkesliv och personliga utveckling. Det finns forskning som kopplar AIL till höga nivåer av bland annat effektivitet och starka professionella nätverk. Studenter som studerat med AIL är ofta bättre rustade för arbetslivet och är väl förberedda för övergången från utbildning till arbete.

## Arbetsintegrerat lärande i Sverige och världen
Det finns AIL-inriktade högskolor och universitet över hela världen, där Australien och Kanada intagit en särställning. I Sverige är AIL särskilt framträdande hos Högskolan Väst i Trollhättan som har AIL som profil och bedriver både utbildning, forskning och har en forskarutbildning i det arbetsintegrerade lärandet.
Den internationella organisationen WACE samlar många av de lärosäten som har fokus på AIL och kooperativ utbildning.